# Manfreda longiflora
Manfreda longiflora е вид цъфтящо растение от семейство Asparagaceae. Видът е застрашен от изчезване.

## Разпространение
Видът е ендемит за долната част на долината Рио Гранде в Тексас и в северните части на Мексико.